# Apamea devastator
Apamea devastator är en fjärilsart som beskrevs av Lewis Jones Knight Brace 1819. Apamea devastator ingår i släktet Apamea och familjen nattflyn. Inga underarter finns listade i Catalogue of Life.

## Bildgalleri

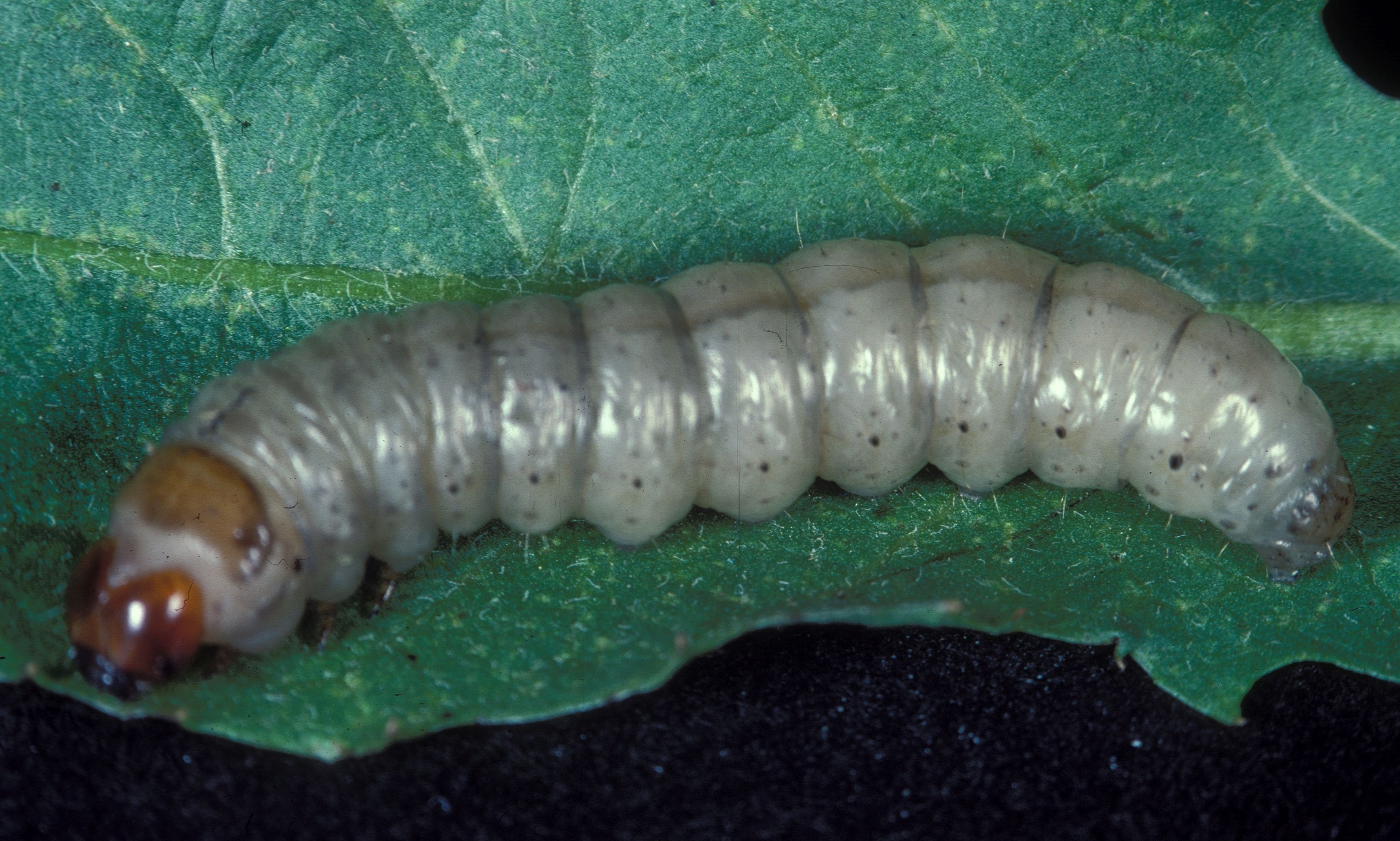